# Аганґаран (Марказі)
Аганґаран (перс. اهنگران) — село в Ірані, у дегестані Фармагін, у Центральному бахші, шагрестані Фараган остану Марказі. За даними перепису 2006 року, його населення становило 398 осіб, що проживали у складі 127 сімей.

## Клімат
Середня річна температура становить 13,14 °C, середня максимальна – 33,24 °C, а середня мінімальна – -10,55 °C. Середня річна кількість опадів – 271 мм.
| Клімат поселення                              | Клімат поселення | Клімат поселення | Клімат поселення | Клімат поселення | Клімат поселення | Клімат поселення | Клімат поселення | Клімат поселення | Клімат поселення | Клімат поселення | Клімат поселення | Клімат поселення | Клімат поселення |
| Показник                                      | Січ.             | Лют.             | Бер.             | Квіт.            | Трав.            | Черв.            | Лип.             | Серп.            | Вер.             | Жовт.            | Лист.            | Груд.            |                  |
| Середній максимум, °C                         | 8,33             | 11,12            | 16,60            | 21,55            | 25,50            | 32,77            | 33,24            | 31,75            | 27,74            | 22,06            | 15,67            | 8,99             |                  |
| Середня температура, °C                       | −1,1             | 1,67             | 7,17             | 12,10            | 16,07            | 23,34            | 26,41            | 24,92            | 20,91            | 15,24            | 8,84             | 2,16             |                  |
| Середній мінімум, °C                          | −10,55           | −7,76            | −2,27            | 2,68             | 6,62             | 13,89            | 19,58            | 18,10            | 14,06            | 8,41             | 2,01             | −4,66            |                  |
| Норма опадів, мм                              | 39               | 37               | 49               | 33               | 28               | 4                | 1                | 1                | 0                | 11               | 27               | 41               |                  |
| Середньомісячна швидкість вітру, м/с          | 2.07             | 2.10             | 2.95             | 2.90             | 2.75             | 2.61             | 2.70             | 2.50             | 2.28             | 2.15             | 1.82             | 1.80             |                  |
| Середньомісячна сонячна радіація, кДж/м²·день | 8948             | 12448            | 14836            | 18365            | 22315            | 26838            | 25956            | 24033            | 20943            | 15511            | 10903            | 8873             |                  |
| --------------------------------------------- | ---------------- | ---------------- | ---------------- | ---------------- | ---------------- | ---------------- | ---------------- | ---------------- | ---------------- | ---------------- | ---------------- | ---------------- | ---------------- |
| Джерело:                                      |                  |                  |                  |                  |                  |                  |                  |                  |                  |                  |                  |                  |                  |